# Valentia (eiland)
Valentia (Iers: Oilean Dairbhre) is een eiland in het zuidwesten van County Kerry in Ierland. Het is ongeveer 3 bij 11 km groot, en met 650 permanente inwoners de westelijkste bewoonde plek van Europa. De inwoners leven in 2 dorpen, Knightstown en Chapeltown.
Valentia kan slechts op twee manieren bereikt worden: via Portmagee over de brug naar Valentia Island of met het veer van Port Reenard naar Knightstown.

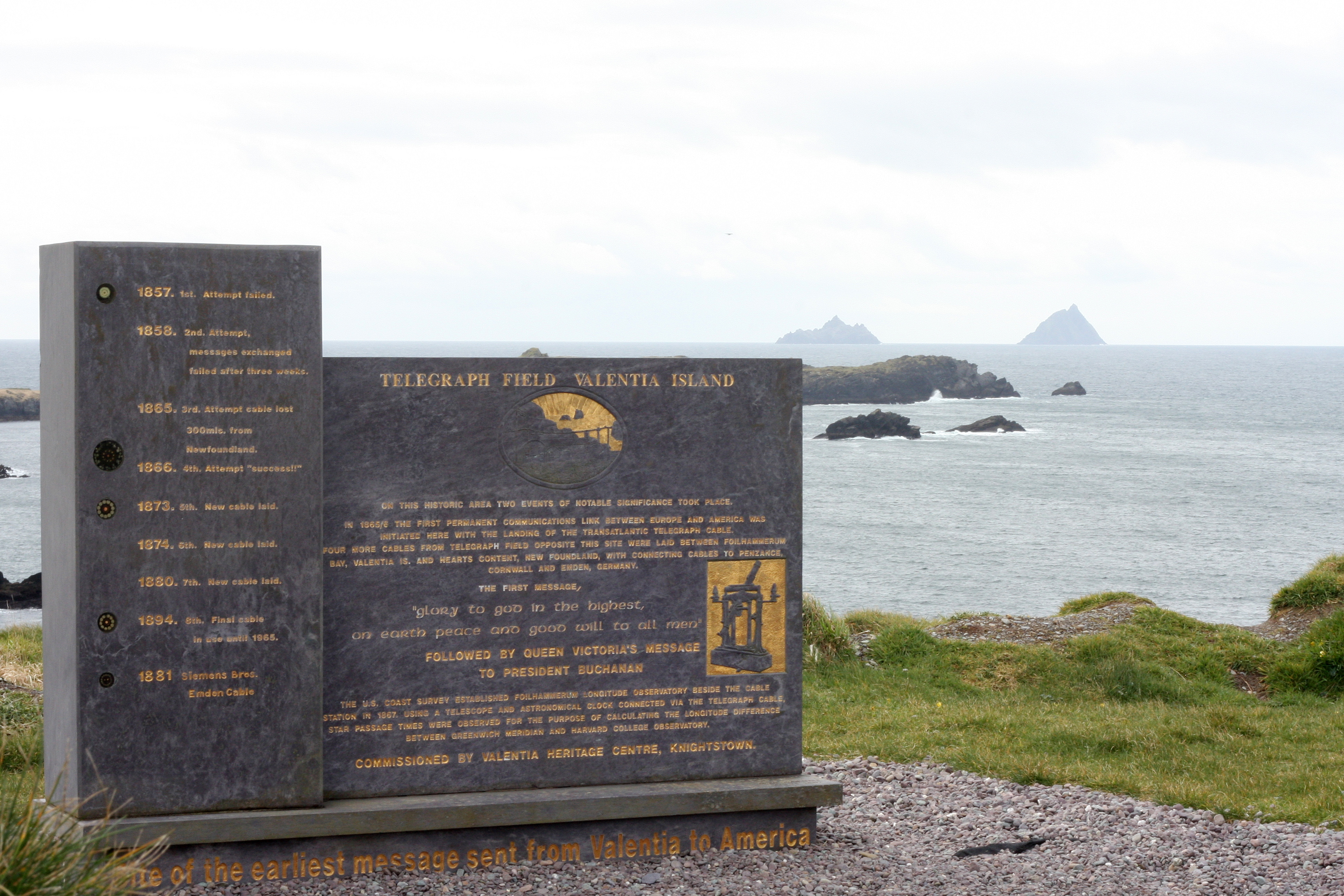
Monument voor de aanleg van de Trans-Atlantische telegraafkabels

Valentia was het oostelijke eindpunt van de eerste Trans-Atlantische telegraafkabel, die gelegd werd in 1857 en tot 1966 in gebruik was.
Bezienswaardigheden op Valentia zijn onder meer de subtropische tuinen, 350 miljoen jaar oude tetrapod voetstappen en een kaarsenmakerij. Dagelijks varen er een paar kleine bootjes naar Great Skellig waar een oud klooster is dat tot in de 12de eeuw in gebruik was.
Valentia huisvest ook een belangrijk centrum voor de Kustwacht en de distilleerderij Valentia Island Vermouth.